# مارتسل سابات
مارتسل سابات (لهستانی: Marcel Sabat؛ زادهٔ ۱۴ ژوئیه ۱۹۸۹) بازیگر و طراح مد اهل لهستان است.
از فیلم‌ها یا مجموعه‌های تلویزیونی که وی در آن‌ها نقش داشته‌است، می‌توان به عزم راسخ ایرنا، نشانه، خبرچینان – پدران و دختران، سرپیشخدمت، ماندگار، ع چون عشق، کمیسر آلکس، سرپیشخدمت و تنت اشاره نمود.